# Zeki Rıza Sporel
Zeki Rıza Sporel (ur. 28 lutego 1898 w Stambule, zm. 3 listopada 1969 tamże) – turecki piłkarz grający na pozycji napastnika. W swojej karierze rozegrał 16 meczów w reprezentacji Turcji, w których strzelił 15 goli.

## Kariera klubowa
Całą swoją karierę piłkarską Rıza Sporel spędził w klubie Fenerbahçe SK ze Stambułu. Grał w nim w latach 1915-1934 w rozgrywkach Istanbul Lig. W swojej karierze strzelił 470 goli w barwach Fenerbahçe w rozegranych 352 meczach. Wraz z Fenerbahçe czterokrotnie wygrał rozgrywki Ligi Stambułu w latach 1921, 1923, 1930 i 1933. Wygrał też Cuma Ligi w 1921 i 1923 roku, İstanbul Şildi w 1930 roku oraz Puchar Generała Harringtona w 1923 roku.

## Kariera reprezentacyjna
W reprezentacji Turcji Rıza Sporel zadebiutował 26 października 1923 roku w zremisowanym 2:2 towarzyskim meczu z Rumunią. W debiucie zdobył 2 gole. W 1924 roku zagrał w barwach Turcji na Igrzyskach Olimpijskich w Paryżu, a w 1928 roku na Igrzyskach Olimpijskich w Amsterdamie. Od 1923 do 1932 roku rozegrał w kadrze narodowej 16 meczów, w których strzelił 15 goli.
| Mecze i gole w reprezentacji | Mecze i gole w reprezentacji | Mecze i gole w reprezentacji | Mecze i gole w reprezentacji | Mecze i gole w reprezentacji | Mecze i gole w reprezentacji | Mecze i gole w reprezentacji |
| #                            | Data                         | Stadion                      | Rywal                        | Wynik                        | Gol                          | Rozgrywki                    |
| 1923                         | 1923                         | 1923                         | 1923                         | 1923                         | 1923                         | 1923                         |
| ---------------------------- | ---------------------------- | ---------------------------- | ---------------------------- | ---------------------------- | ---------------------------- | ---------------------------- |
| 1.                           | 26.10.1923                   | Stambuł, Turcja              | Rumunia                      | 2:2                          | 2                            | towarzyski                   |
| 1924                         |                              |                              |                              |                              |                              |                              |
| 2.                           | 25.05.1924                   | Paryż, Francja               | Czechosłowacja               | 2:5                          | 0                            | IO 1924                      |
| 3.                           | 17.06.1924                   | Helsinki, Finlandia          | Finlandia                    | 4:2                          | 4                            | towarzyski                   |
| 4.                           | 19.06.1924                   | Tallinn, Estonia             | Estonia                      | 4:1                          | 2                            | towarzyski                   |
| 5.                           | 22.06.1924                   | Ryga, Łotwa                  | Estonia                      | 3:1                          | 3                            | towarzyski                   |
| 6.                           | 29.06.1924                   | Łódź, Polska                 | Polska                       | 0:2                          | 0                            | towarzyski                   |
| 1925                         |                              |                              |                              |                              |                              |                              |
| 7.                           | 10.04.1925                   | Stambuł, Turcja              | Bułgaria                     | 2:1                          | 0                            | towarzyski                   |
| 8.                           | 01.05.1925                   | Bukareszt, Rumunia           | Rumunia                      | 1:2                          | 1                            | towarzyski                   |
| 9.                           | 15.05.1925                   | Ankara, Turcja               | ZSRR                         | 1:2                          | 0                            | towarzyski                   |
| 10.                          | 02.10.1925                   | Stambuł, Turcja              | Polska                       | 1:2                          | 1                            | towarzyski                   |
| 1926                         |                              |                              |                              |                              |                              |                              |
| 11.                          | 12.10.1926                   | Lwów, Polska                 | Polska                       | 1:6                          | 0                            | towarzyski                   |
| 1927                         |                              |                              |                              |                              |                              |                              |
| 12.                          | 17.07.1927                   | Sofia, Bułgaria              | Bułgaria                     | 3:3                          | 0                            | towarzyski                   |
| 13.                          | 14.10.1927                   | Sofia, Bułgaria              | Bułgaria                     | 3:1                          | 2                            | towarzyski                   |
| 1928                         |                              |                              |                              |                              |                              |                              |
| 14.                          | 28.05.1928                   | Amsterdam, Holandia          | Królestwo Egiptu             | 1:7                          | 0                            | IO 1928                      |
| 1932                         |                              |                              |                              |                              |                              |                              |
| 15.                          | 17.04.1932                   | Stambuł, Turcja              | Węgry                        | 1:2                          | 0                            | towarzyski                   |
| 16.                          | 22.04.1932                   | Stambuł, Turcja              | Węgry                        | 1:4                          | 0                            | towarzyski                   |